# Sliven (provins)
Sliven er en af de 28 provinser i Bulgarien, beliggende i den øst-centrale del af landet, grænsende til syv andre af landets provinser, blandt andet Stara Zagora, Jambol og Burgas. Provinsen har et areal på 3.544 kvadratkilometer og et indbyggertal (pr. 2009) på 234.353.Folketællingen 7. september 2021 viste et indbyggertal på 172.690 i provinsen. Klik på referencen i indledningen i artiklen om Bulgarien for resultat af folketælling.
Slivens hovedstad er byen Sliven, der med sine ca. 100.000 indbyggere også er provinsens største by. Af andre store byer kan nævnes Nova Zagora (ca. 26.000 indbyggere) og Tvarditsa (ca. 7.000 indbyggere). Provinsen har et stort mindretal af både tyrkere og romaer, der begge udgør omkring ti procent af befolkningen.